# Айгулак
Айгула́к — река в России, правый приток Чуи, протекает в Республике Алтай по территории Онгудайского района.
Длина реки составляет 22 км.
Начинается на хребте Салджар с высоты около 2250 м над уровнем моря. В верхней половине течёт преимущественно на юго-восток, в нижней — на юг. Устье реки находится на 56 км по правому берегу реки Чуя на высоте 1019 м над уровнем моря.

## Данные водного реестра
По данным государственного водного реестра России относится к Верхнеобскому бассейновому округу, водохозяйственный участок реки — Катунь, речной подбассейн рек — Бия и Катунь. Речной бассейн реки — (Верхняя) Обь до впадения Иртыша.